# Salomão Luiz Ginsburg
Salomão Luiz Ginsburg (Polônia, 6 de agosto de 1867 – Brasil, 31 de março de 1927) foi um ministro evangélico e um Missionário Batista no Brasil. Fundou o Seminário Teológico Batista do Norte, além de criador do hinário Cantor Cristão.

## Biografia
Judeu convertido ao cristianismo, saiu da sua terra natal para a Inglaterra, onde foi evangelizado. Seu pai, um rabino, ao saber da decisão do filho o deserdou. Foi residir num lar para judeus convertidos, onde aprendeu o ofício da tipografia. Sentindo o chamado missionário preparou-se. Inicialmente foi para Portugal, como missionário da Igreja Congregacional. Teve que se retirar dali ao escrever um folheto polêmico, acusando a Igreja Católica Romana.
Chegou ao Brasil, onde conheceu o missionário Zacarias Clay Taylor, que o convenceu de que os Batistas realizavam o verdadeiro batismo bíblico; batizou-se nessa denominação. Foi nomeado pela Foreing Mission Board, ou Junta de Richmond, como é conhecida em 1891.  Casou-se em 1893 com Emma Morton Ginsburg, também missionária norte-americana, com quem teve seis filhos.
Viveu em várias cidades do Estado do Rio de Janeiro, em destaque: Niterói, Campos dos Goytacazes e São Fidélis, e também em Pernambuco e finalmente São Paulo. Em 1891, criou o Cantor Cristão, Hinário das Igrejas Batistas no Brasil. Fundou o Seminário Teológico Batista do Norte do Brasil, localizado na cidade de Recife (PE) e foi secretário da Junta de Missões Nacionais da Convenção Batista Brasileira.
Em 1894 fundou o jornal As Boas Novas.  Foi preso em 9 de janeiro de 1894 na cidade de São Fidélis ao pregar o evangelho, mas depois de 10 dias foi solto. Em 27 de Julho de 1894, fundou a Primeira Igreja Batista em São Fidélis; Nesta cidade atualmente existem mais de trinta Igrejas Batistas e Congregações.  Em 8 de abril de 1902, em Maceió, traduziu o hino Uma barca naufragando, quem lhe valerá? que faz parte do Cantor Cristão. Em 1902 fundou a Igreja Batista de Penedo, em Alagoas.  Em 1905, fundou a Igreja Batista do Cordeiro e depois a Igreja Batista Imperial. 
Foi o primeiro pastor da Primeira Igreja Batista em São João de Meriti, exercendo seu mandato de 1925 a 1926. 
Em 1912, chegando a Londres, vindo de Lisboa, reservou passagem para Nova Iorque. Algumas viagens foram suprimidas, restando a Ginsburg escolher entre viajar no Majestic, no dia 2 de abril ou Titanic no dia 10 de abril.  O desejo de embarcar no Titanic era grande, mas resolveu antecipar sua ida para Nova Iorque. Viajando num navio bem modesto, Ginsburg chegou a Nova Iorque em 15 de abril, aquele domingo trágico.
Foi maçom, sendo fundador da Loja Maçônica Auxílio à Virtude, na cidade de São Fidélis.
Faleceu em 1927, deixando sua biografia Um Judeu Errante no Brasil, publicada pela JUERP em 1932, traduzida pelo pastor Manuel Avelino de Souza.

## Ligações Externas
História de Salomão Luiz Ginsburg no Museu Virtual Batista do Sertão